# Timberwolf
Timberwolf — порт браузера Firefox для AmigaOS 4.

## История
Timberwolf был проектом за вознаграждение по портированию Mozilla Firefox на AmigaOS 4. Он был запущен в начале 2009 года как параллель AmiZilla, который имел тот же замысел. У AmiZilla была более сложная история, поскольку она была запущена в 2003 году американской фирмой DiscreetFX с целью портирования работающей версии Gecko-базирующегося на Firefox совместимого браузера на платформы Amiga. Поскольку AmiZilla была слишком амбициозной, проект был остановлен 19 ноября 2009 года без значительных результатов. Изначально проектом Timberwolf руководили Томас и Ханс-Йорг Фриден (основные разработчики AmigaOS 4).
Первый релиз был обнародован в июне 2010 года. 23 июля 2012 года проект был объявлен завершенным, а деньги (6732,72 €) были переведены Фриденам..
В какой-то момент после закрытия конкурса Фридены прекратили работу над проектом. В 2013 году Стивен Соли (руководитель группы разработчиков AmigaOS 4) получил исходный код и начал работу над Timberwolf с неопределённой группой разработчиков на полставки..